# Charles McLaren, 4. baron Aberconway
Henry Charles McLaren, 4. baron Aberconway (* 26. května 1948) je britský šlechtic.

## Život
Narodil se 26. května 1948 jako syn Charlese McLarena, 3. barona Aberconway a Deirdre Knewstub. Studoval na Eton College a Sussexské univerzitě.
V srpnu 1981 se oženil se Sally Ann Lentaigne, ale roku 1995 se manželé rozvedli. Měli společně dvě děti:
- Emily Rose McLaren (nar. 1982)
- Charles Stephen McLaren (nar. 1984) (jeho nástupce)